# Феоктист (Клукинас)
Митрополи́т Феоктист (греч. Μητροπολίτης Θεόκτιστος, в миру Фео́дорос Клуки́нас греч. Θεόδωρος Κλουκίνας; род. 2 февраля 1954, Спарта) — епископ Элладской православной церкви, митрополит Фокидский (с 2014).

## Биография
Родился 2 февраля 1954 года в Спарте, в Греции.
Окончил Ризарийскую богословскую школу в Афинах. В 1977 году окончил богословский институт Афинского университета.
В 1973 году в монастыре святого Иоанна Предтечи Стемницах в Гортинской митрополии был пострижен в монашество.
17 мая 1973 года митрополитом Гортинским Феофилом (Канавосом) был рукоположен в сан диакона, а 4 декабря 1977 года — в сан пресвитера. С 1977 по 1981 год был архиерейским эпитропом в Мегалополисе, а с 1981 по 2007 года — проповедником Мегалополиской митрополии, а с 2007 по 2009 год — настоятелем храма Успения Пресвятой Богородицы Киприаду в Ано-Патисия.
25 октября 2009 года был рукоположен в сан епископа Андрусского, викария Моневасийской и Спартской митрополии. Хиротонию совершили: архиепископ Афинский Иероним (Лиапис), митрополит Закинфский Хризостом (Синетос), митрополит Моневасийский Евстафий (Спилиотис), митрополит Элидский Герман (Параскевопулос), митрополит Мантинейский Александр (Пападопулос), митрополиты Варненский Кирилл (Ковачев) и Неврокопский Нафанаил (Калайджиев) (Болгарская православная церковь), митрополит Керкирский Нектарий (Довас), митрополит Сирский Дорофей (Стекас), митрополит Гортинский Иеремия (Фудас), митрополит Мессинийский Хризостом (Савватос) и епископы Керницкий Прокопий (Петридис), Элийский Феодорит (Цириготис), Назианзский Феодорит (Полизогопулос) (Константинопольская православная церковь).
25 июня 2014 года решением Священного синода иерархии Элладской православной церкви был избран (42 голосами из 73 избирателей) митрополитом Фокидским (митрополит Марафонский Мелитон (Кабациклис) — 3 голоса, архимандрит Нектарий (Каливас) — 27 голосов; 1 бюллетень был пустым).
Вошёл в «Список сослуживших с украинскими раскольниками иерархов Элладской Православной Церкви», распространённый циркулярным письмом Московской патриархии 8 ноября 2022 года, «с кем не благословляется молитвенное и евхаристическое общение и в епархии которых также не благословляется совершение паломнических поездок».